# جوزيف جيه. كلارك
جوزيف جيه. كلارك (بالإنجليزية: Joseph J. Clark)‏‏ (12 نوفمبر 1893 في مقاطعة روجرز - 13 يوليو 1971 في نيويورك) ضابط من الولايات المتحدة.

## الجوائز
- وسام الاستحقاق الأمريكي برتبة فيلق
- ميدالية النجمة الفضية
- صليب البحرية